# Daniel S. Frawley Stadium
 (octobre 2024).
Si vous disposez d'ouvrages ou d'articles de référence ou si vous connaissez des sites web de qualité traitant du thème abordé ici, merci de compléter l'article en donnant les références utiles à sa vérifiabilité et en les liant à la section « Notes et références ».
Le stade Daniel S. Frawley (Daniel S. Frawley Stadium en anglais) est un stade de baseball, d'une capacité de 6 500 places, situé dans la ville de Wilmington, dans l'État du Delaware, aux États-Unis.

## Histoire
Il est le domicile des Blue Rocks de Wilmington, club de baseball professionnel de niveau A - avancé évoluant en Ligue de Caroline.
Construit en 1993, le stade est à l'origine baptisé Legends Stadium. Son terrain est baptisé le Judy Johnson Field, du nom d'un joueur local des ligues noires de baseball.
Le stade a accueilli plusieurs compétitions sportives, dont le tournoi de baseball de l'America East Conference ; il a également accueilli plusieurs concerts, parmi lesquels ceux des Beach Boys, du Steve Miller Band, de Counting Crows, Live et Collective Soul.